# Antikette
Antikette ist ein mathematischer Begriff aus dem Teilgebiet der Mengenlehre und gehört in das Begriffsfeld der Ordnungsrelation. In der englischsprachigen Literatur entspricht ihm der Begriff antichain, manchmal auch als Sperner family oder Sperner system bezeichnet.
Der Begriff Antikette gehört ebenso wie der Begriff der Kette zum Kernbestand desjenigen Teils der Mathematik, der sich mit Fragestellungen zu Ordnungsrelationen befasst. Hier ist neben der Mengenlehre insbesondere die Kombinatorik der endlichen halbgeordneten Mengen (englisch combinatorial order theory) zu erwähnen. Zu den zentralen Ergebnissen zählen Sätze wie der Satz von Sperner, der Satz von Dilworth, der Heiratssatz und viele weitere.

## Klärung des Begriffs

### Definition
Eine Teilmenge {\displaystyle A\subseteq P} einer Halbordnung {\displaystyle (P,\leq )} heißt Antikette, falls für zwei verschiedene Elemente {\displaystyle a,b\in A} weder {\displaystyle a\leq b} noch {\displaystyle b\leq a} gilt.

### Veranschaulichung
Betrachtet man die Ordnungsrelation {\displaystyle \leq } nur innerhalb der Teilmenge {\displaystyle A}, so findet man dort keine zwei miteinander in Relation stehenden Elemente. Innerhalb der Antikette {\displaystyle A} ist also die Situation entgegengesetzt der Situation, welche in einer Kette der Halbordnung gegeben ist.
Vom Begriff der Antikette erhält man eine gute Anschauung bei Betrachtung des Hasse-Diagramms der halbgeordneten Menge {\displaystyle (P,\leq )}. Antiketten erkennt man im Hasse-Diagramm als solche Teilmengen, für die keine zwei Elemente durch einen Kantenzug verbunden sind.
Die Schnittmenge einer Antikette mit einer Kette hat stets die Mächtigkeit {\displaystyle \leq 1}, besteht also stets aus höchstens einem Element. So lässt sich der Begriff demnach auch fassen: Eine Teilmenge {\displaystyle A\subseteq P} einer halbgeordneten Menge {\displaystyle (P,\leq )} ist genau dann eine Antikette, wenn sie keine Kette von {\displaystyle (P,\leq )} in zwei oder mehr Elementen schneidet.

## Beispiele

### Die reellen Zahlen
Die reellen Zahlen {\displaystyle \mathbb {R} } bilden mit der gewöhnlichen strengen Ordnung {\displaystyle \leq } eine Kette. Die einzigen Antiketten sind die trivialen: Die leere Menge {\displaystyle \varnothing } und die einelementigen Teilmengen.

### Die Primzahlen
Man betrachte die natürlichen Zahlen {\displaystyle \mathbb {N} =\{1,2,3,\ldots \}} als Trägermenge und als Ordnungsrelation {\displaystyle \leq } die bekannte Teilerrelation. Für zwei natürliche Zahlen {\displaystyle k} und {\displaystyle l} ist also {\displaystyle k\leq l} gleichbedeutend damit, dass {\displaystyle k} Teiler von {\displaystyle l} ist, also dass es eine natürliche Zahl {\displaystyle n} gibt, sodass {\displaystyle k\cdot n=l} gilt.
Nach dieser Maßgabe ist in dieser halbgeordneten Menge {\displaystyle (\mathbb {N} ,\leq )} zum Beispiel die Menge aller Primzahlen eine Antikette.

### Die Teiler von 60
Als Trägermenge {\displaystyle P} wähle man die Menge der Teiler von 60 und als Ordnungsrelation {\displaystyle \leq } wieder die Teilerrelation. Dann ist {\displaystyle \{4,6,10,15\}} eine Antikette von {\displaystyle (P,\leq )}.

### Mengen von endlichen Mengen derselben Mächtigkeit
Man betrachte ein beliebiges Mengensystem {\displaystyle {\mathcal {X}}} über der Grundmenge {\displaystyle X}. Als Ordnungsrelation {\displaystyle \leq } wähle man die Inklusionsrelation {\displaystyle \subseteq }.
Für {\displaystyle n\in \mathbb {N} } setze {\displaystyle {\mathcal {X}}_{n}=\{\,A\in {\mathcal {X}}\;:\;\left|A\right|=n\,\}}, also ist {\displaystyle {\mathcal {X}}_{n}} das System der {\displaystyle n}-elementigen Teilmengen von {\displaystyle X}. Dann ist jedes {\displaystyle {\mathcal {X}}_{n}} Antikette von {\displaystyle ({\mathcal {X}},\subseteq )}.

### Orbits
Die Automorphismengruppe {\displaystyle \operatorname {Aut} (P,\leq )} der halbgeordneten Menge {\displaystyle (P,\leq )} operiert als Untergruppe der symmetrischen Gruppe {\displaystyle S_{P}} in natürlicher Weise auf {\displaystyle P}, indem als Verknüpfung {\displaystyle \phi \cdot x=\phi (x)} für {\displaystyle x\in P} und {\displaystyle \phi \in \operatorname {Aut} (P,\leq )} genommen wird.
Die dadurch gegebenen Orbits {\displaystyle \operatorname {Aut} (P,\leq )\cdot x=\{\,\phi (x)\;:\;\phi \in \operatorname {Aut} (P,\leq )\,\}} mit {\displaystyle x\in P} sind im Falle, dass {\displaystyle P} endlich ist, stets Antiketten von {\displaystyle (P,\leq )}.

## Die Spernerzahl

### Definition
Die Spernerzahl (englisch Sperner number) der geordneten Menge {\displaystyle (P,\leq )} ist definiert als das Supremum der Mächtigkeiten aller in {\displaystyle (P,\leq )} vorkommenden Antiketten. Die Spernerzahl wird heute üblicherweise mit dem Buchstaben {\displaystyle w} bezeichnet, entsprechend der Gepflogenheit in der englischsprachigen Literatur.
In der deutschsprachigen Literatur wird die Spernerzahl von {\displaystyle (P,\leq )} (entsprechend dem dafür in der englischsprachigen Literatur auch geläufigen Terminus width) manchmal auch die Breite von {\displaystyle (P,\leq )} genannt.

### Formale Darstellung
{\displaystyle w(P,\leq )=\sup\{\,|A|\;:\;A{\text{ Antikette in }}(P,\leq )\,\}}
Wenn aus dem Kontext klar ist, um welche geordnete Menge {\displaystyle (P,\leq )} es sich handelt, schreibt man kurz und einfach {\displaystyle w}.

### Erläuterung
Die Spernerzahl {\displaystyle w} ist stets höchstens so groß wie die Mächtigkeit {\displaystyle |P|} der Trägermenge von {\displaystyle (P,\leq )}. Im Falle, dass {\displaystyle P} eine endliche Menge ist, ist auch die Spernerzahl endlich und damit eine natürliche Zahl. Dann wird das Supremum angenommen und es gilt:
{\displaystyle w(P,\leq )\ =\max\{\,|A|\;:\;A{\text{ Antikette in }}(P,\leq )\,\}.}

### Beispiele

#### Die reellen Zahlen
{\displaystyle \mathbb {R} } hat wie jede nichtleere Kette {\displaystyle w=1}.

#### Die Teiler von 60
Die oben angegebene Antikette {\displaystyle \{\,4,6,10,15\,\}} (siehe Hasse-Diagramm) ist die größtmögliche. Also gilt hier {\displaystyle w=4}.

#### Die Potenzmengen
Für die Potenzmenge {\displaystyle {\mathcal {P}}(X)} einer endlichen Menge {\displaystyle X} mit {\displaystyle |X|=n} Elementen gilt stets {\displaystyle w({\mathcal {P}}(X))={\binom {n}{\lfloor {\frac {n}{2}}\rfloor }}}. Denn genau dies besagt der Satz von Sperner.
Für unendliches {\displaystyle X} der Mächtigkeit {\displaystyle |X|=\aleph _{\alpha }} gilt {\displaystyle w({{\mathcal {P}}(X)})=2^{\aleph _{\alpha }}}.

## Verbandseigenschaften

### Erklärung
Das System {\displaystyle {\mathcal {D}}={\mathcal {D}}(P,\leq )} der Antiketten von {\displaystyle (P,\leq )} ist stets nichtleer und trägt die folgende Ordnungsrelation, welche die Ordnungsrelation von {\displaystyle (P,\leq )} in natürlicher Weise auf {\displaystyle {\mathcal {D}}} fortsetzt:
Für zwei Antiketten {\displaystyle A,B\in {\mathcal {D}}} ist {\displaystyle A\leq B} dann und nur dann, wenn zu jedem {\displaystyle b\in B} ein {\displaystyle a\in A} existiert mit {\displaystyle a\leq b}.
Die so definierte Ordnungsrelation, welche ebenfalls mit {\displaystyle \leq } bezeichnet wird, gibt auf diesem Wege dem Antikettensystem {\displaystyle {\mathcal {D}}} die Struktur eines distributiven Verbands.

### Das Resultat von Dilworth
Bei endlichem {\displaystyle (P,\leq )} liegt nun ein spezielles Augenmerk auf dem Teilsystem {\displaystyle {\mathcal {S}}={\mathcal {S}}(P,\leq )} der Antiketten maximaler Größe:
 {\displaystyle {\mathcal {S}}=\{\,A\in {\mathcal {D}}\;:\;|A|=w(P,\leq )\,\}}
Hier gilt nämlich das folgende fundamentale Resultat von Robert Dilworth:
 Bei endlichem {\displaystyle (P,\leq )} ist {\displaystyle ({\mathcal {S}},\leq )} Unterverband von {\displaystyle ({\mathcal {D}},\leq )}, wobei die zugehörigen Verbandsoperationen {\displaystyle \land } und {\displaystyle \lor } die folgende Darstellung haben:
 (1) {\displaystyle A\land B=\operatorname {Min} ({A}\cup {B})}
 (2) {\displaystyle A\lor B=\operatorname {Max} ({A}\cup {B})}
({\displaystyle A,B\in {\mathcal {S}}} )
Dabei wird mit {\displaystyle \operatorname {Min} (X)} bzw. mit {\displaystyle \operatorname {Max} (X)} für {\displaystyle X\subseteq P} die Teilmenge derjenigen Elemente von {\displaystyle X} bezeichnet, welche bzgl. der induzierten Ordnungsrelation innerhalb {\displaystyle X} minimal bzw. maximal sind.

### Das Resultat von Kleitman, Edelberg, Lubell und Freese und der Satz von Sperner
Als Folgerung ergibt sich:
 Eine endliche geordnete Menge {\displaystyle (P,\leq )} enthält stets eine Antikette maximaler Größe, welche von allen Automorphismen {\displaystyle \phi \in \operatorname {Aut} (P,\leq )} auf sich selbst abgebildet wird.
Oder anders ausgedrückt:
 Eine endliche geordnete Menge {\displaystyle (P,\leq )} enthält stets eine Antikette maximaler Größe, welche als Vereinigung gewisser Orbits {\displaystyle \operatorname {Aut} (P,\leq )\cdot x} mit {\displaystyle x\in P} darstellbar ist.
Hierdurch gelangt man auf direktem Wege zum Satz von Sperner. Denn im Falle, dass {\displaystyle (P,\leq )=(2^{M},\subseteq )} mit endlicher Grundmenge {\displaystyle M} ist, sind die Orbits identisch mit den Mächtigkeitsklassen {\displaystyle {M \choose k}} {\displaystyle (k=0,\dots ,\left|{M}\right|)}.

## Anzahl der Antiketten endlicher Potenzmengen
Auf Richard Dedekind geht das Problem zurück, für {\displaystyle n\in \mathbb {N} _{0}} und {\displaystyle X=\{1,2,\ldots ,n\}} die Anzahl {\displaystyle M(n)} aller Antiketten der Potenzmenge {\displaystyle {\mathcal {P}}(X)} zu bestimmen. Dieses Problem bezeichnet man daher als Dedekind-Problem (englisch Dedekind’s problem) und die Zahlen {\displaystyle M(n)} als Dedekind-Zahlen (englisch Dedekind numbers).
Die Zahl {\displaystyle M(n)} ist (im Wesentlichen) identisch mit der Anzahl der monoton wachsenden surjektiven Funktionen von {\displaystyle {\mathcal {P}}(\{1,2,\ldots ,n\})} nach {\displaystyle 2=\{0,1\}} und genauso identisch mit der Anzahl der freien distributiven Verbände mit {\displaystyle n} erzeugenden Elementen.
Da diese Zahlen ein erhebliches Wachstum aufweisen, ist die exakte Bestimmung von {\displaystyle M(n)} bislang allein für {\displaystyle n=0,1,\ldots ,8} gelungen:
{\displaystyle {\begin{aligned}M(0)&=2\\M(1)&=3\\M(2)&=6\\M(3)&=20\\M(4)&=168\\M(5)&=7.581\\M(6)&=7.828.354\\M(7)&=2.414.682.040.998\\M(8)&=56.130.437.228.687.557.907.788\\\end{aligned}}}
Für eine Einschätzung der Größenordnung des Wachstums der {\displaystyle M(n)} kennt man jedoch untere und obere Schranken, so zum Beispiel die folgenden, welche auf die Arbeit des Mathematikers Georges Hansel aus dem Jahre 1966 zurückgeht:
{\displaystyle 2^{\tbinom {n}{\lfloor {\frac {n}{2}}\rfloor }}\leq M(n)\leq 3^{\tbinom {n}{\lfloor {\frac {n}{2}}\rfloor }}}
Wie Daniel J. Kleitman und George Markowsky in 1975 zeigten, lässt sich die genannte obere Schranke weiter verschärfen zu:
{\displaystyle M(n)\leq 2^{{\tbinom {n}{\lfloor {\frac {n}{2}}\rfloor }}\cdot {\bigl (}1+{\mathcal {O}}{({\frac {\ln(n)}{n}})}{\bigr )}}}
und man kennt sogar noch bessere Schranken.
Das Dedekind-Problem ist noch ungelöst. Dem bedeutenden ungarischen Mathematiker Paul Erdős (1913–1996) wird die Bemerkung zugeschrieben, das Problem sei für dieses Jahrhundert zu schwer. Zwar legte der polnische Mathematiker Andrzej P. Kisielewicz im Jahre 1988 eine korrekte Formel vor. Diese gilt jedoch als nutzlos, da mit ihr selbst die Verifikation der schon bekannten Dedekind-Zahlen aus Gründen des Rechenaufwands nicht möglich ist.

## Abgrenzung des Begriffs
In der Mengenlehre wird der Begriff der Antikette teilweise auch anders benutzt. Die Antiketteneigenschaft wird in gewissen Zusammenhängen an die Inkompatibilität zweier verschiedener Elemente geknüpft oder bei Booleschen Algebren an Disjunktheitsbedingungen. Über Einzelheiten gibt die Monographie von Thomas Jech Auskunft.